# Xanthorhoe sodaliata
Xanthorhoe sodaliata är en fjärilsart som beskrevs av Walker 1862. Xanthorhoe sodaliata ingår i släktet Xanthorhoe och familjen mätare. Inga underarter finns listade i Catalogue of Life.